# Jean-Marie Doré
Jean-Marie Doré (Bossou, 12 giugno 1938 – Conakry, 29 gennaio 2016) è stato un politico guineano.
È stato Primo ministro della Guinea dal gennaio al dicembre 2010.

## Carriera Politica
Jean-Marie Doré è stato una figura di rilievo nel panorama politico guineano per diversi decenni, caratterizzandosi per il suo impegno a favore della democrazia e della libertà di espressione. Durante gli anni della dittatura di  Ahmed Sékou Touré, che fu il primo presidente della Guinea dopo l'indipendenza dalla Francia, Doré fu un oppositore di rilievo del regime autoritario.

### Leader dell'Opposizione
Doré ha fondato e guidato il Partito dell'Unione per il Progresso della Guinea (UPG), una delle forze di opposizione nel Paese. Per molti anni, ha cercato di promuovere la democrazia in Guinea, combattendo contro il governo autoritario di  Ahmed Sékou Touré prima e contro quello di Lansana Conté poi, che governò dal 1984 al 2008.

### Primo ministro durante la transizione (2010)
Il momento culminante della carriera di Jean-Marie Doré arrivò dopo la morte di Lansana Conté, che provocò un periodo di instabilità in Guinea. Il paese venne governato da una giunta militare guidata da Moussa Dadis Camara, che prese il potere con un colpo di Stato. Dopo un tentativo di assassinio ai danni di Camara nel 2009, la Guinea si trovò in una fase di transizione politica.
Nel gennaio 2010, in questo contesto di transizione verso un governo civile, Jean-Marie Doré fu nominato primo ministro del governo di transizione. Il suo compito era quello di gestire il paese fino alle elezioni democratiche, assicurandosi che il processo si svolgesse in maniera trasparente e pacifica

### Ruolo nelle elezioni del 2010
Le elezioni presidenziali del 2010 furono le prime elezioni libere nella storia della Guinea. Durante il suo breve mandato come primo ministro, Jean-Marie Doré supervisionò il processo elettorale e contribuì alla transizione verso una nuova leadership. Le elezioni portarono alla vittoria di Alpha Condé, che divenne presidente della Guinea.

### Eredità
Jean-Marie Doré è ricordato come un politico di principi che ha cercato di guidare la Guinea attraverso una fase critica di transizione democratica. Anche se il suo mandato come primo ministro durò solo pochi mesi, il suo ruolo fu fondamentale per garantire che il processo elettorale si svolgesse pacificamente.
Fu anche una figura importante per il sostegno dei diritti delle minoranze etniche, provenendo lui stesso da una regione marginalizzata della Guinea, la Guinée forestière. Nonostante la sua scomparsa, Doré è ricordato per il suo contributo alla stabilizzazione del Paese e per il suo impegno verso la democrazia.

## Morte
Jean-Marie Doré è morto il 29 gennaio 2016 a Conakry, la capitale della Guinea, all'età di 77 anni. Secondo le informazioni disponibili, la sua morte è stata attribuita a problemi di salute legati alla vecchiaia. Doré aveva sofferto di malattie croniche negli ultimi anni della sua vita, ma non è stato reso noto un singolo evento o malattia specifica come causa diretta del decesso.
La sua scomparsa ha segnato la fine di una lunga carriera politica, durante la quale Doré ha giocato un ruolo cruciale nel guidare la Guinea attraverso un periodo di transizione democratica.